# Roxane (zangeres)
Roxanne Kalishoek (Antwerpen, 5 maart 1979), beter bekend onder haar artiestennaam Roxane, is een Vlaamse zangeres.
Roxane dook voor het eerst op in de Vlaamse showbizz met de groep Spirit. De groep had slechts één hit (Love is gonna save me) en was vrij vlug uitgezongen. Roxanes eerste solosucces in de dancecharts kwam er met een cover van I wanna dance with somebody, oorspronkelijk van de Amerikaanse zangeres Whitney Houston. Bij het grote publiek werd Roxane bekend door haar deelname aan Eurosong 2004, de Vlaamse voorronde voor het Eurovisiesongfestival. Met haar lied Television Game liet zij zich daar op een sexy manier opmerken. Zij won de derde voorronde en moest uiteindelijk in de finale de winst aan Xandee laten. In 2004 verscheen ook haar debuutalbum Naked. In 2006 nam zij opnieuw deel aan Eurosong, dit keer met het electropopnummer Push it. Ditmaal was de halve finale haar eindstation.
Toen Tanja Dexters niet mocht paaldansen op het kerstfeest in 2006 van de Belgische blauwhelmen in Libanon, ging Roxane in haar plaats. Het optreden werd echter geheimgehouden en pas in mei 2007 bekendgemaakt. De uitleg van Defensie was dat er iets was misgegaan met de communicatie. Later die maand vertrok Roxane voor een optreden voor de Belgische troepen in Afghanistan.
In 2009 ging Roxane op tournee met haar nieuwe liveband ROXSTAR.